# Quincy, Massachusetts
Quincy je grad u američkoj saveznoj državi - Massachusetts, na sjeveroistoku Sjedinjenih Američkih Država od 88 025 stanovnika, spojen s Bostonom u jednu urbanu cjelinu.
Quincy zovu Gradom američkih predsjednika jer su u njemu rođeni John Adams i njegov sin John Quincy Adams, koji je također bio predsjednik. U njemu je rođen i John Hancock jedan od lidera Američke revolucije.

## Zemljopisne karakteristike
Quincy leži jugoistočno od Bostona, u Bostonskoj luci, udaljen samo 14 km od centra Bostona, s kojim je praktički spojen. Quincy je zajedno s Bostonom i ostalim obližnjim gradovima velika konurbacija - zvana Veliki Boston koja ima preko 4 552 402 stanovnika.

## Povijest
Prvo naselje na području današnjeg Quincya osnovao je kapetan Wollaston - 1625., pa je po njemu nazvano Mount Wollaston.  Ubrzo nakon toga pod vodsvom novog lidera Thomasa Mortona naselje je prezvano Merry Mount, ali ni to ime nije dugo ostalo, jer su puritanski građani istjerali 1627. - Mortona jer je slavio Prvi svibanj, pa su prezvali naselje u Braintree. Ono je dobilo status grada 1792. i ponovno promijenilo ime, ovaj put u  Quincy u počast pukovnika Johna Quincya svog uglednog sugrađana.
Danas je Quincy najpoznatiji po domu porodice Adams, koji je 1946. pretvoren u memorijalni muzej, i obnovljen 1998.

## Privreda
Quincy je svojevremeno bio slavan po svom kamenolomu u kom se rezao granit, kojim je građana Kraljeva kapela i Spomenik Bunker Hill u Bostonu. Također je bio poznat po svom brodogradilištu koje je zatvoreno 1986. Danas se ekonomija grada bazira na uslugama, financije, osiguranje, trgovanje nekretninama.
Grad ima dva cijenjena koledža - Eastern Nazarene College, osnovan 1900. i Quincy osnovan 1956.

## Vanjske poveznice
- Službene stranice grada (engl.)
- Quincy na portalu Encyclopædia Britannica (engl.)